# Апанащенко Дарина Олександрівна
Дар'я Олекса́ндрівна Апана́щенко (нар. 16 травня 1986, Кривий Ріг, УРСР, СРСР) — українська футболістка, що виступає на позиції півзахисниці та нападниці. Капітан та рекордсменка збірної України за кількістю зіграних матчів та забитих м'ячів.

## Клубна кар'єра
Закінчила загальноосвітню школу № 130 міста Кривий Ріг. Футболом займається з шести років, у віці 15 років дебютувала у великому футболі в складі клубу «Київська Русь» з Києва. У 2002 році з'явилася в складі чернігівської «Легенди». 2003 року у складі «Спартак-Фортуни» (Чернігів) виграла Кубок України з футзалу, забивши 2 голи у фіналі.
2004 року виїхала в Росію грати за воронезьку «Енергію», після її розформування перейшла в «Рязань-ВДВ». У 2009—2017 роках грала в складі пермської «Зірки-2005». У другому матчі жіночого Кубку УЄФА 2008/09 на стадії 1/2 фіналу у воротах «Умеа» Дарина відзначилася двома голами, які забезпечили «Зірці-2005» сенсаційний вихід до фіналу турніру. Вона також відзначилася єдиним голом у двоматчевому фіналі.
З 2018 року грає за харківський клуб «Житлобуд-1», у сезоні 2022—2023 тимчасово виступала в чемпіонаті Туреччини, де в складі «Фомгет Генчлік» з Анкари виграла турецьку Суперлігу.

## Кар'єра в збірній
Дебютувала за національну збірну України 2002 року у віці 16 років у відбірковому матчі до Чемпіонату світу 2003 року. Нападниця на 88-й хвилині вийшла на заміну у грі з Норвегією, яка завершився з рахунком 1:1.
Як гравчиня збірної Апанащенко відзначилася 3 голами у кваліфікації до Євро-2012, в тому числі й в переможних для українок матчах проти Данії та Шотландії, а також допомогла збірній України кваліфікуватися до фінальної частини турніру, забивши ще 3 м'ячі в матчах плей-оф проти Словенії. На євро вона знову забила у ворота Данії, але тепер цього не вистачило для перемоги в матчі.
Є рекордсменкою збірної України за кількістю зіграних матчів та забитих м'ячів. Вона стала першою в історії України хто провела 150 матчів за національну збірну з футболу.

## Досягнення

### Командні
- Чемпіонат України з футболу серед жінок
  -  Чемпіонка (4): 2002, 2017/18, 2018/19, 2020/21

- Кубок України з футболу серед жінок
  -  Володарка (4): 2001, 2002, 2017/18, 2018/19

- Суперліга Туреччини
  -  Чемпіонка (1): 2022/23

- Чемпіонат Росії з футболу серед жінок
  -  Чемпіонка (4): 2009, 2014, 2015, 2017

- Кубок Росії з футболу серед жінок
  -  Володарка (4): 2011/12, 2013, 2015, 2016
- Жіночий Кубок УЄФА
  -  Фіналістка (1): 2008/09

### Особисті
- Найкраща футболістка України (7): 2009, 2010, 2015, 2016, 2017, 2018, 2021